# Bryoandersonia illecebra
Bryoandersonia illecebra là một loài Rêu trong họ Brachytheciaceae. Loài này được (Hedw.) H. Rob. mô tả khoa học đầu tiên năm 1962.